# Brama Zachodnia w Bardejowie
Brama Zachodnia (słow. Západná brána) – nieistniejąca już brama w miejskich murach obronnych miasta Bardejów na Słowacji. Pomimo tego, że nie istnieje już od ponad 100 lat, jest najlepiej udokumentowaną bramą Bardejowa.
Została zbudowana już w II połowie XIV w., lecz prace przy niej trwały jeszcze w wieku XV. Nazywano ją Starą Bramą (słow. Stará brána) lub Wallową Bramą (niem. Wallentor) od znajdującego się w pobliżu domu mieszczanina Szymona Walla. Miała postać czworobocznej, murowanej wieży o dwóch kondygnacjach z przelotową bramą w przyziemiu. Od początku XVI w. była dodatkowo chroniona fosą, nad którą znajdował się zwodzony most oraz barbakanem ze strzelnicami. Później budynek bramny podwyższono o kolejną kondygnację, a w 1725 r. zainstalowano na niej zegar, dlatego powszechnie nazywano ją Wieżą Zegarową. Nakryta była wysokim, czterospadowym dachem z obiegającym ją galeryjką strażniczą. Znacznie zniszczona w pożarze miasta z 1878 r., została rozebrana w 1902 r. Zarys rzutu bramy wraz z barbakanem wyróżniono w bruku u wylotu dzisiejszej ul. Hviezdoslava.

## Literatura
- Gutek František, Jiroušek Alexander: Slobodné kráľovské mesto Bardejov, SÁŠA, Košice 2014, s. 2, ISBN 978-80-89696-01-7.